# 5376 Maruthiakella
5376 Maruthiakella este o planetă minoră (asteroid), cu un diametru de 8,943 km, din centura de asteroizi. A fost descoperită pe 16 februarie 1990 la Kushiro de Seiji Ueda⁠(d). 
Obiectul prezintă o orbită caracterizată de o semiaxă mare de 2,413248 UAi, o excentricitate de 0,1767724, o înclinație de 12,45901 ° în raport cu ecliptica.